# شعرات النبي محمد
شعرات النبي محمد، وهي شعرات متعددة للنبي محمد توارثها المسلمون عبر العصور تبرّكًا به، وأغلبها ما كان من رأسه، وبعضها ما كان من لحيته، وأصلها ما رُوي في كتب الحديث النبوي أنَّ النَّبي محمد قد حلق رأسه في حجّة الوداع سنة 10 هـ / 632م وقسّم شعره بين أصحابه.

## أصل الشعرات
ورد في كتب السيرة النبوية في ذكر حجة الوداع أنّ النبي محمد حلق رأسه، وكان حلّاقه يومئذٍ معمر بن عبد الله، فبدأ بشقّه الأيمن فحلقه ثم بشقّه الأيسر، وقسّم شعره فأعطى نصفه الأيمن للنّاس يوزّعه الشعرة والشعرتين، وأعطى نصفه الأيسر لأبي طلحة الأنصاري وقيل أعطاه لأم سليم زوجة أبي طلحة، وفي رواية أخرى أنّه أعطى نصفه الأيمن لأبي طلحة خاصّة له، وأعطى نصفه الأيسر لأبي طلحة وقال «اقسمه بين الناس»، ورجّح ابن القيم أن الذي اختصّ به أبو طلحة هو الشقّ الأيسر.
عن أنس بن مالك، قال: «رأيت رسول الله ﷺ والحلاق يحلقه وقد طاف به أصحابه ما يريدون أن تقع شعرة إلا في يد رجل». وعن بعضهم قال: «شُقّت قلنسوة خالد بن الوليد يوم اليرموك وهو في الحرب فسقطت فطلبها طلبًا حثيثًا فعُوتِب في ذلك، فقال: إنّ فيها شيئًا من شعر ناصية رسول الله ﷺ وإنّها ما كانت معي في موقف إلا نُصرت بها».

## الشعرات في العصر الحالي

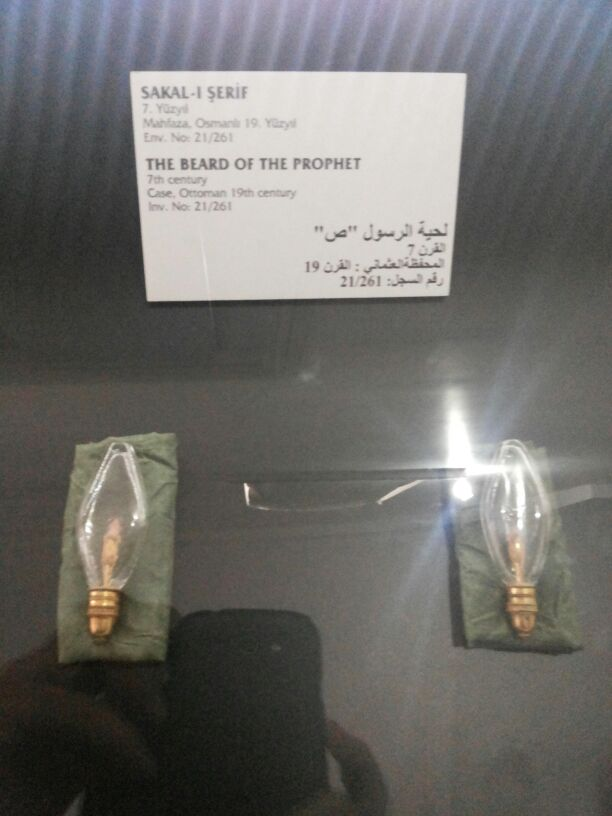
مجموعة شعرات من لحية النبي محمد محفوظة في متحف الباب العالي في أسطنبول

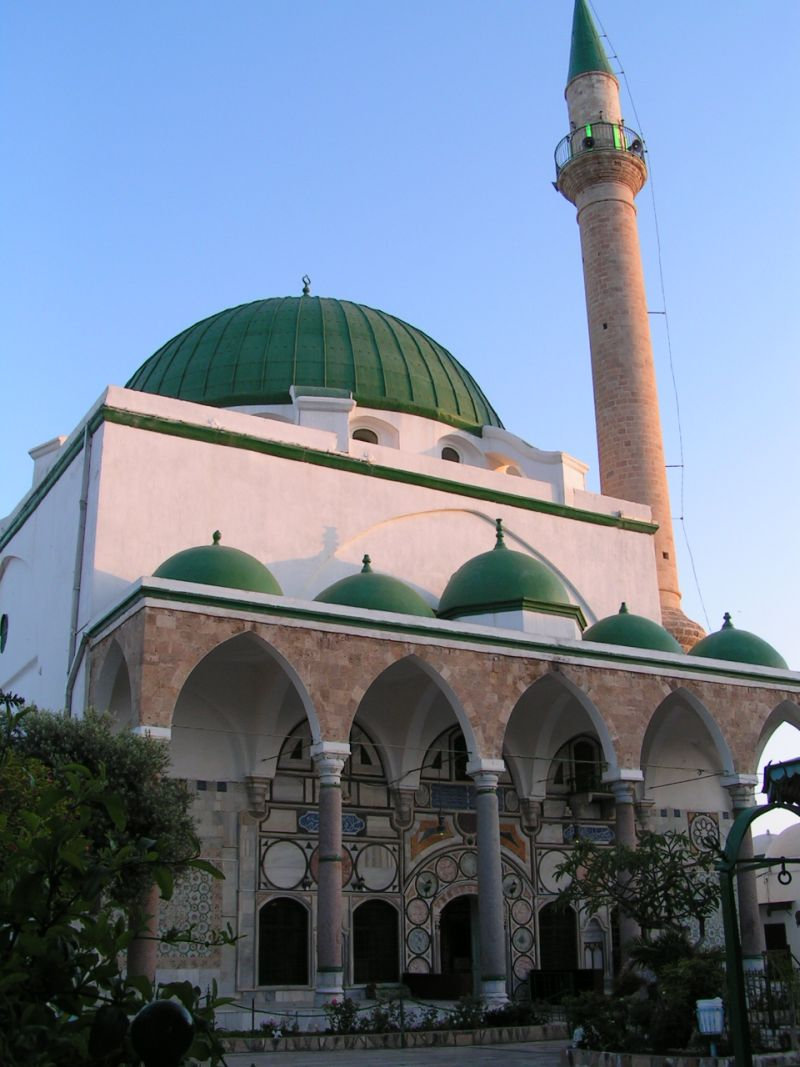
جامع الجزار حيث يُوجد فيه شعرة من شعرات النبي محمد، تُعرض على المصلين يوم المولد النبوي وليلة 27 من رمضان حيث يتبركون بها

توزّعت الشعرات النبوية في العصر الحالي في عدّة بلدان ونواحي، منها ما حُفظ في متاحف ومنها ما حُفظ في مساجد، ومنا الكثير ما حُفظ عند عائلات وأفراد يتوارثونها عبر الأجيال، أمّا المشهور منها، فهي:
- شعرات في مسجد الإمام الحسين بالقاهرة (المسجد الحسيني): وعددها 15 شعرة،[3] منها الشعرتان اللتان كانتا مع الآثار النبوية في قُبّة الغُوري، ونُقلتا معها إلى هذا المسجد، وهما في زجاجة محفوظة في صندوق صغير من الفضة ملفوف بلفافة من الديباج الأخضر المطرز. ثم أضيفت إليهما شعرة كانت عند أحمد طلعة باشا (رئيس ديوان الخديوى سعيد وابنه توفيق) أُهديت له من أحد الحِجازيين ومن ثمّ تبرع بها بنوه بعد وفاته للمسجد الحسيني، وكانت في قارورة ملفوفة بسبع لفائف من الديباج الأخضر. ومن ثمّ أُضيفت إليها شعرات كانت في «تكيّة الكلشني» في قارورة مختومة بالشمع الأحمر. ومن ثمّ أحضرت الحاجة ملكة حاضنة الأمير كمال الدين ابن السلطان حسين سلطان مصر قارورة فيها 4 شعرات من لحية النبي محمد.[4] كما توجد زجاجة بها شعرة واحدة بيضاء قصيرة يُروى أنّها كانت لعلي محمد بن الحلاطي المعروف بالركابي، وأنّ حفدته قد أهدوا هذه الشعرة كي تُحفظ مع الآثار.[3]
- شعرة «تكيّة النقشبندية» في القاهرة: والتي أهدتها للتكيّة والدة عبّاس باشا الكبير حاكم مصر بعد أن أحضرتها معها من الحجاز لما حجّت، والشعرة مُلصقة بقطعة من الشمع ومحفوظة في 3 صناديق صغيرة.[4] وقيل أنّ هذه الشعرة قد نُقلت لتُحفظ في المسجد الحسيني بالقاهرة.[3]

- شعرات في أسطنبول: ذُكر في كتب التاريخ أنّ أيام السلطان محمد الخامس العثماني كانت هناك 43 شعرة محفوظة مع الأمانات المقدسة المحفوظة، وأنّه أَهدى منها إلى بعض المدن 24 شعرة، وأُهديت واحدة إلى ملكة بوبال في الهند، فيكون الباقي 18 شعرة. كما أنّ هنالك بعض شعرات مفرّقة موجودة في بعض مساجد أسطنبول، نُقل بعضٌ منها إلى مدن فلسطين.[4]
- شعرة «المشهد الحسيني» في المسجد الأموي في دمشق: أرسلها السلطان عبد العزيز لتُحفظ فيه، وكان النّاس يحتفلون بإخراجها في العام مرة واحدة في ليلة 27 رمضان. ويزورونها بعد صلاة التراويح.[4]
- شعرات في الجامع الأموي في حلب، وعددها 3، سُرقت إبّان الأزمة السورية عام 2012م، على إثر الاقتتال بين قوّات النظام والثوّار.[5]
- شعرة مقام التوحيد في دمشق، توجد بالزاوية السعدية بدمشق، و«مقام التوحيد» هو المقام المنسوب للشيخ سعد الدين الجباوي، كان الناس يزورونها يوم المولد النبوي وذكرى الإسراء والمعراج وليلة 27 رمضان.[4]
- شعرة بيت المقدس.[4]
- شعرتان في عكا وحيفا، كانتا في أسطنبول، فأهداهما السلطان محمد الخامس العثماني لهما، فُحفظت واحدة بمسجد أحمد باشا الجزار في عكا، حيث يُخرجها إمام المسجد للمصلين يومي المولد النبوي و27 من رمضان.[4][6] والأخرى بالجامع الكبير في حيفا ولم يُعلم مصيرها حاليًا.[4]

- شعرات في صفد وطبريا والناصرة، وعددها 3 شعرات، كانت مفرّقة في مساجد أسطنبول، ونُقلت بأمر السلطان محمد الخامس العثماني، فحُفظت واحدة بمسجد غار يعقوب في صفد، والثانية بالمسجد العمري في طبريا والثالثة بالمسجد المنسوب لعلي باشا في الناصرة، ولم يُعلم مصيرها حاليًا.[4]
- شعرتان في ليبيا، أحدهما في طرابلس بجامع طرغود باشا، والثانية في بنغازي في جامع راشد باشا المشهور بجامع عثمان، نُقلت إليه من الجامع الكبير.[4]
- شعرة في بوبال في الهند، أهداها السلطان محمد الخامس العثماني لملكة بوبال سلطان جهام بيكم لما زارته في رحلتها إلى أسطنبول.[4]
- شعرة من لحيته في الجامع المنصوري في طرابلس في لبنان، والتي أهداها السلطان عبد الحميد لأهل طرابلس تقديرًا لولائهم سنة 1891م، وقد وُضعت في علبة من الذهب، وأُرسلت في سفينة حربية خاصّة، وعندما وصلت طرابلس خرج أهالي المدينة لاستقبالها وعمّت الاحتفالات في كل المدينة، ليتم وضعها في الجامع المنصوري لاحقًا. وحاليًا تُخرَج الشعرة في آخر جمعة من رمضان للناس.[7]
- شعرة من لحيته موجودة في متحف النبي محمد في مدينة عمّان الأردن.
- ثلاثُ شعرات في الجامع العمري في بيروت في لبنان، منها شعرات أهداها السلطان عبد المجيد الأول، لأهالي بيروت مكافأةً لهم على ولائهم للدولة العثمانية، والباقي من الشعرات قدمها السلطان محمد رشاد (محمد الخامس) للمدينة خلال الحرب العالمية الأولى. وقد قُدمت الشعرات في صندوق ووضعت في غرفة مسقوفة بقبّة في الجامع العمري، سُميت فيما بعد «غرفة الشعرة»، وقد اعتاد أهالي بيروت على التبرك بهذا الأثر، حيث كان يفتح الصندوق في 26 رمضان من كل عام منذ عهد مفتي بيروت الشيخ عبد الباسط فاخوري، حتى فُقد الصندوق خلال الحرب الأهليَّة اللبنانيَّة عام 1975.[8]
- شعرة موجودة في جامع أحمد قادروف المركزي في الشيشان، تم نقلها من أوزبكستان عام 2012، وقد استقبلها الرئيس الشيشاني رمضان قادروف في مطار «غروزني» وأوصلها إلى الجامع بموكب رسمي وبصحبته كبار رجال الدين في الدولة.[9]